# Katie McLaughlin
Pour les articles homonymes, voir McLaughlin.
Katie McLaughlin, née le 9 juillet 1997, est une nageuse américaine. 

## Biographie
Elle fait ses débuts internationaux lors des Championnats pan-pacifiques 2014, décrochant une médaille de bronze au 200 m papillon.
Aux Championnats du monde 2015, elle remporte le titre mondial au relais 4 × 200 m nage libre.

## Palmarès

### Jeux olympiques
- Jeux olympiques de 2020 à Tokyo :
  -  Médaille d'argent du relais 4 × 200 m nage libre (ne participe pas à la finale)

### Championnats du monde

#### Grand bassin
- Championnats du monde 2015 à Kazan (Russie) :
  -  Médaille d'or au titre du relais 4 × 200 m nage libre
  -  Médaille d'argent au titre du relais 4 × 100 m quatre nages mixte
- Championnats du monde 2019 à Gwangju (Corée du Sud) :
  -  Médaille d'or au titre du relais 4 × 100 m quatre nages (participe uniquement aux séries)
  -  Médaille d'or au titre du relais 4 × 100 m nage libre mixte (participe uniquement aux séries)
  -  Médaille d'argent au titre du relais 4 × 200 m nage libre

### Championnats pan-pacifiques
- Championnats pan-pacifiques 2014 à Goldcoast (Australie) :
  -  Médaille de bronze au 200 m papillon